# Daniel Bentley
Daniel Ian Bentley (Basildon, 13 luglio 1993) è un calciatore inglese, portiere del Wolverhampton.

## Carriera
Entra nelle giovanili dell'Arsenal all'età di 8 anni, prima di approdare al Southend Utd. Esordisce in prima squadra il 22 ottobre 2011 contro il Torquay United, subentrando nella seconda metà di gioco per sopperire all'infortunio occorso a Morris.
Il 23 maggio 2015 respinge due calci di rigore - dopo che i tempi supplementari si erano conclusi in parità - a Matt Bloomfield e Sam Wood nella finale play-off disputata a Wembley contro il Wycombe, consentendo alla squadra di archiviare la promozione in League One.
Il 1º luglio 2016 firma un quadriennale con il Brentford.

## Statistiche

### Presenze e reti nei club
Statistiche aggiornate al 25 gennaio 2023.
| Stagione            | Squadra             | Campionato          | Campionato | Campionato | Coppe nazionali | Coppe nazionali | Coppe nazionali | Coppe continentali | Coppe continentali | Coppe continentali | Altre coppe | Altre coppe | Altre coppe | Totale | Totale |
| Stagione            | Squadra             | Comp                | Pres       | Reti       | Comp            | Pres            | Reti            | Comp               | Pres               | Reti               | Comp        | Pres        | Reti        | Pres   | Reti   |
| ------------------- | ------------------- | ------------------- | ---------- | ---------- | --------------- | --------------- | --------------- | ------------------ | ------------------ | ------------------ | ----------- | ----------- | ----------- | ------ | ------ |
| gen.-giu. 2011      | Braintree Town      | CS                  | 2          | -2         | FACup+CdL       | -               | -               | -                  | -                  | -                  | FLT         | -           | -           | 2      | -2     |
| 2011-2012           | Southend Utd        | FL2                 | 1          | -1         | FACup+CdL       | 0               | 0               | -                  | -                  | -                  | FLT         | 0           | 0           | 1      | -1     |
| 2012-2013           | Southend Utd        | FL2                 | 9          | -9         | FACup+CdL       | 1+0             | -1              | -                  | -                  | -                  | FLT         | 1           | 0           | 11     | -10    |
| 2013-2014           | Southend Utd        | FL2                 | 46+2       | -39 + -3   | FACup+CdL       | 4+1             | -4 + -1         | -                  | -                  | -                  | FLT         | 0           | 0           | 53     | -47    |
| 2014-2015           | Southend Utd        | FL2                 | 42+3       | -34 + -3   | FACup+CdL       | 1+0             | -2              | -                  | -                  | -                  | FLT         | 1           | -2          | 47     | -41    |
| 2015-2016           | Southend Utd        | FL1                 | 43         | -56        | FACup+CdL       | 1+1             | -2 + -1         | -                  | -                  | -                  | FLT         | 3           | -2          | 48     | -61    |
| Totale Southend Utd | Totale Southend Utd | Totale Southend Utd | 141+5      | -139 + -6  |                 | 9               | -11             |                    | -                  | -                  |             | 5           | -4          | 160    | -160   |
| 2016-2017           | Brentford           | FLC                 | 45         | -64        | FACup+CdL       | 2+0             | -5              | -                  | -                  | -                  | -           | -           | -           | 47     | -69    |
| 2017-2018           | Brentford           | FLC                 | 45         | -51        | FACup+CdL       | 0               | 0               | -                  | -                  | -                  | -           | -           | -           | 45     | -51    |
| 2018-2019           | Brentford           | FLC                 | 33         | -45        | FACup+CdL       | 0               | 0               | -                  | -                  | -                  | -           | -           | -           | 33     | -45    |
| Totale Brentford    | Totale Brentford    | Totale Brentford    | 123        | -160       |                 | 2               | -5              |                    | -                  | -                  |             | -           | -           | 125    | -165   |
| 2019-2020           | Bristol City        | FLC                 | 43         | -61        | FACup+CdL       | 1+1             | -1 + -3         | -                  | -                  | -                  | -           | -           | -           | 45     | -65    |
| 2020-2021           | Bristol City        | FLC                 | 43         | -62        | FACup+CdL       | 1+1             | -1 + 0          | -                  | -                  | -                  | -           | -           | -           | 45     | -63    |
| 2021-2022           | Bristol City        | FLC                 | 38         | -56        | FACup+CdL       | 0               | 0               | -                  | -                  | -                  | -           | -           | -           | 38     | -56    |
| 2022-gen. 2023      | Bristol City        | FLC                 | 13         | -21        | FACup+CdL       | 0+2             | -2              | -                  | -                  | -                  | -           | -           | -           | 15     | -23    |
| Totale Bristol City | Totale Bristol City | Totale Bristol City | 137        | -200       |                 | 6               | -7              |                    | -                  | -                  |             | -           | -           | 143    | -207   |
| gen.-giu. 2023      | Wolverhampton       | PL                  | 0          | 0          | FACup+CdL       | -               | -               | -                  | -                  | -                  | -           | -           | -           | 0      | 0      |
| Totale carriera     | Totale carriera     | Totale carriera     | 408        | -507       |                 | 17              | -23             |                    | -                  | -                  |             | 5           | -4          | 430    | -534   |

## Palmarès

### Individuale
- PFA Football League Two Team of the Year: 1[8]

2014-2015